# Prosternoptinus theresae
Prosternoptinus theresae is een keversoort uit de familie klopkevers (Ptinidae). De wetenschappelijke naam van de soort werd in 1898 gepubliceerd door Maurice Pic.